# کریستین پرینزلو
کریستین پرینزلو (انگلیسی: Christine Prinsloo؛ زادهٔ ۳ مه ۱۹۵۲) بازیکن هاکی روی چمن اهل زیمبابوه بود.
وی به‌همراه تیم ملی هاکی روی چمن زنان زیمبابوه به مدال طلا بازی‌های المپیک تابستانی ۱۹۸۰ رسیده‌است.